# Statistiche della Coppa del Mondo di rugby 2019

## Statistiche di squadra
| #  | Squadra       | G | V | N | P | P+  | P-  | P±   | MT | TR | CP | DG |
| -- | ------------- | - | - | - | - | --- | --- | ---- | -- | -- | -- | -- |
| V  | Sudafrica     | 7 | 6 | 0 | 1 | 262 | 67  | +195 | 33 | 23 | 16 | 1  |
| F  | Inghilterra   | 6 | 5 | 0 | 1 | 190 | 75  | +115 | 22 | 16 | 16 | 0  |
| SF | Nuova Zelanda | 6 | 5 | 0 | 1 | 250 | 72  | +178 | 36 | 28 | 4  | 0  |
| SF | Galles        | 7 | 5 | 0 | 2 | 189 | 147 | +42  | 22 | 19 | 11 | 2  |
| QF | Francia       | 4 | 3 | 0 | 1 | 98  | 71  | +27  | 12 | 10 | 5  | 1  |
| QF | Giappone      | 5 | 4 | 0 | 1 | 118 | 88  | +30  | 13 | 10 | 11 | 0  |
| QF | Australia     | 5 | 3 | 0 | 2 | 152 | 108 | +44  | 21 | 13 | 7  | 0  |
| QF | Irlanda       | 5 | 3 | 0 | 2 | 135 | 73  | +62  | 20 | 15 | 1  | 0  |
| 3G | Italia        | 3 | 2 | 0 | 1 | 98  | 78  | +20  | 14 | 9  | 2  | 0  |
| 3G | Scozia        | 4 | 2 | 0 | 2 | 119 | 55  | +64  | 16 | 13 | 2  | 1  |
| 3G | Argentina     | 4 | 2 | 0 | 2 | 106 | 91  | +15  | 14 | 12 | 4  | 0  |
| 3G | Figi          | 4 | 1 | 0 | 3 | 110 | 108 | +2   | 17 | 7  | 3  | 0  |
| 4G | Tonga         | 4 | 1 | 0 | 3 | 67  | 105 | −38  | 9  | 8  | 2  | 0  |
| 4G | Georgia       | 4 | 1 | 0 | 3 | 65  | 122 | −57  | 9  | 7  | 2  | 0  |
| 4G | Samoa         | 4 | 1 | 0 | 3 | 58  | 128 | −70  | 8  | 3  | 4  | 0  |
| 4G | Namibia       | 3 | 0 | 0 | 3 | 34  | 175 | −141 | 3  | 2  | 5  | 0  |
| 5G | Uruguay       | 4 | 1 | 0 | 3 | 60  | 140 | −80  | 6  | 6  | 6  | 0  |
| 5G | Canada        | 3 | 0 | 0 | 3 | 14  | 177 | −163 | 2  | 2  | 0  | 0  |
| 5G | Stati Uniti   | 4 | 0 | 0 | 4 | 52  | 156 | −104 | 7  | 4  | 3  | 0  |
| 5G | Russia        | 4 | 0 | 0 | 4 | 19  | 160 | −141 | 1  | 1  | 3  | 1  |

## Statistiche individuali

### Mete
| Mete | Giocatore          |
| ---- | ------------------ |
| 8    | Julian Savea       |
| 7    | Josh Adams         |
| 6    | Makazole Mapimpi   |
| 5    | Kōtarō Matsushima  |
| 4    | Ben Smith          |
| 4    | Julián Montoya     |
| 4    | Kenki Fukuoka      |
| 3    | Dane Haylett-Petty |
| 3    | Luke Cowan-Dickie  |
| 3    | Jonny May          |
| 3    | Andrew Conway      |
| 3    | Beauden Barrett    |
| 3    | Jordie Barrett     |
| 3    | George Horne       |
| 3    | Cheslin Kolbe      |
| 3    | Marika Koroibete   |
| 3    | Bongi Mbonambi     |
| 3    | Cobus Reinach      |
| 3    | Telusa Veainu      |

### Punti
| Punti | Giocatore             |
| ----- | --------------------- |
| 69    | Handré Pollard        |
| 58    | Owen Farrell          |
| 54    | Richie Mo'unga        |
| 51    | Yū Tamura             |
| 41    | Dan Biggar            |
| 35    | Josh Adams            |
| 32    | George Ford           |
| 31    | Jordie Barrett        |
| 30    | Makazole Mapimpi      |
| 30    | Felipe Berchesi       |
| 28    | Elton Jantjies        |
| 27    | Romain Ntamack        |
| 26    | Jonathan Sexton       |
| 26    | Adam Hastings         |
| 25    | Kōtarō Matsushima     |
| 24    | Rhys Patchell         |
| 23    | Christian Lealiʻifano |
| 23    | Tommaso Allan         |
| 21    | Ben Volavola          |
| 21    | Sonatane Takulua      |

## Affluenza
| Data         | Incontro                         | Impianto                             | Spettatori |
| ------------ | -------------------------------- | ------------------------------------ | ---------- |
| 2 novembre   | Inghilterra ‒ Sudafrica 12-32    | Stadio internazionale Yokohama       | 70103      |
| 26 ottobre   | Inghilterra ‒ Nuova Zelanda 19-7 | Stadio internazionale Yokohama       | 68843      |
| 27 ottobre   | Sudafrica ‒ Galles 19-16         | Stadio internazionale Yokohama       | 67750      |
| 13 ottobre   | Giappone ‒ Scozia 28-21          | Stadio internazionale Yokohama       | 67666      |
| 22 settembre | Irlanda ‒ Scozia 27-3            | Stadio internazionale Yokohama       | 63731      |
| 21 settembre | Nuova Zelanda ‒ Sudafrica 23-13  | Stadio internazionale Yokohama       | 63649      |
| 1º novembre  | Nuova Zelanda ‒ Galles 40-17     | Tokyo Stadium, Chōfu                 | 48842      |
| 20 ottobre   | Giappone ‒ Sudafrica 3-26        | Tokyo Stadium, Chōfu                 | 48831      |
| 6 ottobre    | Namibia ‒ Nuova Zelanda 9-71     | Tokyo Stadium, Chōfu                 | 48354      |
| 5 ottobre    | Argentina ‒ Inghilterra 10-39    | Tokyo Stadium, Chōfu                 | 48185      |
| 29 settembre | Australia ‒ Galles 25-29         | Tokyo Stadium, Chōfu                 | 47885      |
| 28 settembre | Giappone ‒ Irlanda 19-12         | Shizuoka Stadium, Fukuroi            | 47813      |
| 19 ottobre   | Irlanda ‒ Nuova Zelanda 14-46    | Tokyo Stadium, Chōfu                 | 46686      |
| 20 settembre | Giappone ‒ Russia 30-10          | Tokyo Stadium, Chōfu                 | 45745      |
| 4 ottobre    | Italia ‒ Sudafrica 3-49          | Shizuoka Stadium, Fukuroi            | 44148      |
| 9 ottobre    | Russia ‒ Scozia 0-61             | Shizuoka Stadium, Fukuroi            | 44123      |
| 21 settembre | Argentina ‒ Francia 21-23        | Tokyo Stadium, Chōfu                 | 44004      |
| 11 ottobre   | Australia ‒ Georgia 27-8         | Shizuoka Stadium, Fukuroi            | 39802      |
| 5 ottobre    | Giappone ‒ Samoa 38-19           | Stadio Toyota                        | 39695      |
| 19 ottobre   | Australia ‒ Inghilterra 16-40    | Stadio Ōita                          | 36954      |
| 21 settembre | Australia ‒ Figi 39-21           | Sapporo Dome                         | 36482      |
| 28 settembre | Namibia ‒ Sudafrica 3-57         | Stadio Toyota                        | 36449      |
| 22 settembre | Inghilterra ‒ Tonga 35-3         | Sapporo Dome                         | 35923      |
| 23 settembre | Georgia ‒ Galles 14-43           | Stadio Toyota                        | 35546      |
| 20 ottobre   | Francia ‒ Galles 19-20           | Stadio Ōita                          | 34426      |
| 2 ottobre    | Canada ‒ Nuova Zelanda 0-63      | Stadio Ōita                          | 34411      |
| 5 ottobre    | Australia ‒ Uruguay 45-10        | Stadio Ōita                          | 33781      |
| 9 ottobre    | Figi ‒ Galles 17-29              | Stadio Ōita                          | 33379      |
| 6 ottobre    | Francia ‒ Tonga 23-21            | Kumamoto Athletics Stadium           | 28477      |
| 30 settembre | Samoa ‒ Scozia 0-34              | Stadio del Parco Misaki, Kōbe        | 27586      |
| 13 ottobre   | Uruguay ‒ Galles 13-35           | Kumamoto Athletics Stadium           | 27317      |
| 26 settembre | Inghilterra ‒ Stati Uniti 45-7   | Stadio del Parco Misaki, Kōbe        | 27194      |
| 3 ottobre    | Irlanda ‒ Russia 35-0            | Stadio del Parco Misaki, Kōbe        | 26856      |
| 8 ottobre    | Canada ‒ Sudafrica 7-66          | Stadio del Parco Misaki, Kōbe        | 26014      |
| 29 settembre | Georgia ‒ Uruguay 33-7           | Rugby Stadium, Kumagaya              | 24895      |
| 9 ottobre    | Argentina ‒ Stati Uniti 47-17    | Rugby Stadium, Kumagaya              | 24377      |
| 24 settembre | Russia ‒ Samoa 9-34              | Rugby Stadium, Kumagaya              | 22564      |
| 13 ottobre   | Tonga ‒ Stati Uniti 31-19        | Hanazono Rugby Stadium, Higashiōsaka | 22012      |
| 28 settembre | Argentina ‒ Tonga 28-12          | Hanazono Rugby Stadium, Higashiōsaka | 21971      |
| 3 ottobre    | Figi ‒ Georgia 45-10             | Hanazono Rugby Stadium, Higashiōsaka | 21069      |
| 22 settembre | Italia ‒ Namibia 47-22           | Hanazono Rugby Stadium, Higashiōsaka | 20354      |
| 12 ottobre   | Irlanda ‒ Samoa 47-5             | Hakatanomori Stadium, Fukuoka        | 17967      |
| 2 ottobre    | Francia ‒ Stati Uniti 33-9       | Hakatanomori Stadium, Fukuoka        | 17660      |
| 26 settembre | Canada ‒ Italia 7-48             | Hakatanomori Stadium, Fukuoka        | 16984      |
| 25 settembre | Figi ‒ Uruguay 27-30             | Kamaishi Unosumai Memorial Stadium   | 14025      |